# Koznik
Koznik (Servisch cyrillisch Козник) is een plaats in de Servische gemeente Sjenica. De plaats telt 27 inwoners (2002).